# 通海案
通海案，發生於清顺治十八年（南明永历十一年，1661年），是清初大案，與江南奏銷案、哭廟案合稱江南三大案。意即「通聯海寇（明鄭）」。

## 簡介
顺治十六年（永历十三年，1659年），郑成功为支援云贵的南明永曆帝，由崇明进长江，与浙海抗清将领南明兵部侍郎张煌言会师，六月八日至丹徒，十三日至焦山，直捣瓜州，一时间东南震动。明室遗民暗中接應，準備恢復明室。七月二十四日郑成功兵敗镇江、瓜州，敗退臺灣。
有一名無賴孔元章趁機敲诈魏耕、钱缵曾等人银钱未遂，恼羞成怒，遂向清当局举告魏、钱等通海。
清廷为镇压江浙一带反清复明活动，曾对湖州、绍兴等地进行通海专案清查，金坛县令任体坤谎称金坛士民造反纳降，溧阳抚臣信以為真。接著任体坤與王重、袁大受利用這次機會誣陷蔡默、厚、周生等十名儒生及其他仇人，共列具了黑名單38人，又誣告富紳于元凱。江南按察使姚延著秉持“不欲于无事中生事，更不欲以灭门事发于黉宫，恐株连不已”。
王重、袁大受不甘心，又疏通京城御史馬騰陞，以為“不速杀此十生，金坛祸端百出，而虿先中于乡绅矣！”，馬騰陞因貪污案發，被處死。周勉為救其子，携重金去拜访袁大受，希望他能放手，袁大受授意周勉告发王明试，方能贖罪。袁大受又拿著周勉寫好的揭状去找王明試。這時王明試自是心驚，立求袁大受“力寝其事，许以千金”。袁大受請冯标送信給王明試，途中信函被馮標偷看，後來馮標與曹钟浩、都察院御史冯班商量，由兵垣长科孙继昌奏告，告发王重、袁大受与王明试“通海”之罪。
順治帝特命户、刑两部侍郎与江宁巡抚朱国治一并审结。朱国治是個酷吏，“欲行杀戮以示威”，提审王重、任体坤，全被拘捕入狱。蔡默、于厚、周生等十儒被释回。
顺治十八年七月十三日庚申（1661年8月7日），金坛县判定“通海”罪犯有王明试、冯徵元、李铭常等的65人，後與吳縣哭庙案，大乘、园果“诸教案”等囚犯121人，在江宁執行死刑。臬司姚延著犯有“疏纵”之罪，被判处绞刑，眾以為冤，江宁为之罢市。團保樊耀之的儿子樊达生代父就死，临刑之前父子二人环抱痛哭，最後由其子代死，另一团保史旭亦由其弟史八代兄就死，史八臨刑前面不改色。康熙元年（1662年），魏耕、錢瞻百、錢纘曾、潘廷聰等被殺於杭州，祁班孫、李謙汝等百餘人遣戍寧古塔，其兄祁理孫抑鬱而死。杨宾之父杨越亦受牵连流放宁古塔，最後死於戌所。陳三島在事發前憂憤死。于元凯被孝莊皇太后赦免後，不知去向。
清廷興通海大狱滥杀无辜，株連甚廣，“其时被祸者衣冠之族八十三家”。计六奇《明季南略》载：“金坛因海寇一案，屠戮灭门，流徙遣戍，不止千余人。”

## 涉案人员
顺治十八年辛丑七月十三日諭旨：
周國士、王之琦、吴允宏、王重、史承谟、史洪谟（一作史宏谟）、江潢（一作江璜）、王梦溪、馮徵元、段冠、袁大受、李铭常、虞巽吉、周义、谈善应、刘珍（一作刘鉁）、王大泰、于元起、王猷（一作王游）、陈三重（一作陈山仲）、王锡章、许宏（一作许乾）、陈磻、李永安、周灿、于培德、虞诚、于益（一作于员）、吳鑛、范王（一作范玉）、胡文球、岳可忠、朱宏琏、杨仲华、朱大达（一作朱士达）、虞达理（一作虞士理）、史旭、吴周、樊耀之、陈达甫、杨增、蒋廷玉、李得如，俱着即就彼处斩，父母祖孙兄弟俱解部流徙宁古塔。
惠六着即就彼处斩，妻子入官。虞默、王敕、茅铉、史建侯俱着就彼处斩，家产籍没，妻子入官。
任维坤着即就彼处绞。杨贞（一作杨祯）等十四名各责四十板，解部流徙宁古塔。余俱依议。该部知道。
斩四十八人，绞一人，流徙十四人，共六十三人。